# Ualata
Ualata (17°18′N 7°1.6′O / 17.300, -7.0267) (en árabe: ولاته) es una ciudad del sureste de Mauritania ubicada en la región de Hodh el Charqui. Se cree que es la primera ciudad estable donde se asentó la cultura agropastoril de la tribu Soninké. La ciudad actual se fundó en el siglo XI, cuando era parte del Imperio de Ghana. Fue destruida en 1076 y refundada más tarde en 1224. Se convirtió en importante zona de paso transahariana y centro comercial de intercambio con el actual Sahel. Es el más importante centro de escuelas coránicas del mundo islámico.
Sus características edificaciones, de adobe rojizo, obtenido con una mezcla de mortero de barro, bosta de vaca, agua y pigmento de oligisto, le permitieron ser declarada Patrimonio de la Humanidad por la Unesco en 1996.
Las actividades económicas principales son la ganadería, la agricultura (cuyo producto principal es el tomate, que una vez secado se vende en Néma, la población más cercana, a unos 100 kilómetros) y el turismo.

## Distribución social
- Surafa: componen el 35% de la población. Procedentes de Argelia y Marruecos, se consideran descendientes de Mahoma.
- Awlad Dawus: forman el 28% de la población. Nómadas de origen árabe.
- Al-amhayib: forman el 7% de la población. También de origen árabe, parece que llegaron sobre el siglo XV a la ciudad, obteniendo el control sobre ella.
- Kunta: el 6% de la población. De origen árabe y bereber.
- Awlad Nasir: 4% de la población. Seminómadas de origen árabe.
- Nemadi: forman el 20% de la población. Se dedican a la caza y viven aislados en un barrio oriental de Walata.